# 皇越律例

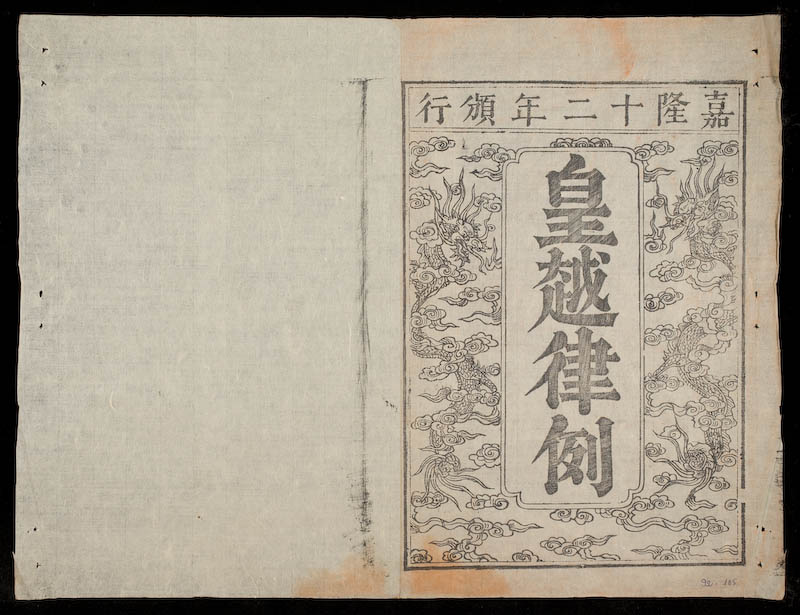
《皇越律例》

《皇越律例》（越南语：／），越南阮朝時期採行的法典，由嘉隆帝阮福映（阮世祖）於1815年（嘉隆十四年）編成及頒行。又有《皇朝律例》、《國朝律例》、《嘉隆法典》、《嘉隆律書》等名稱。該律由嘉隆帝親自「裁正」，並由官員阮文誠等，從越南歷代刑書的基礎上，參考後黎朝《洪德法典》，以及仿傚中國法律（主要為清律）而成。全部內容共有22卷，398條，當中有「名例」45條、「吏律」27條、「戶律」66條、「禮律」26條、「兵律」58條、「刑律」166條、「工律」10條。後來在明命帝（阮聖祖）、紹治帝（阮憲祖）、嗣德帝（阮翼宗）在位期間加以增補。律例中提到其立法原意是要整頓西山朝動亂以來「綱淪法斁」的越南社會，「使知禁防」，當中亦包含若干殘酷的刑法。後世史家認為《皇越律例》詳盡而便於阮朝統治，亦有認為是「保衞皇帝的絕對威信」。

## 制定及頒行情況

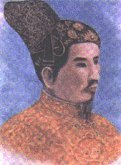
下令編修《皇越律例》的嘉隆帝阮福映

19世紀早期，嘉隆帝阮福映（1802─1819年在位）統一越南，創立阮朝，結束西山朝時期的戰亂。立國之初，下詔在法制上仍暫用《洪德法典》治國，對法制問題「待後議定」。其後，阮福映有感於多年戰亂後綱紀敗壞，巧詐之徒及罪惡橫行，但因當時的法律存有不少漏洞，未能將之懲辦。故此有必然整頓法律，以維繫社會秩序。
1811年（嘉隆十年），嘉隆帝命阮文誠任總裁，負責編纂律書。阮朝政府在制定律例時，有鑑於以往李、陳、黎各代均各有刑法，而後黎朝《洪德法典》較為完備，另又參考中國歷朝法制，認為以清律為優，乃揉合中越各代之律，尤以《洪德法典》、清律為基礎，編成新法律。嘉隆還相當重視該律例，因而「親自裁正」。除了參考清律外，中國法律學者認為，《皇越律例》的內容亦受明朝法律影響，如在法例、不為罪、公罪、累犯罪等方面，都有與明律相同之處。
到1815年（嘉隆十四年），律例編成，頒行到越南各地，地方官員均獲發一份。阮朝政府務求此律例能「攽行天下，使知禁防」。其後在明命帝（1820─1840年在位）、紹治帝（1841─1847年在位）、嗣德帝（1847─1883年在位）等朝，都對該律例有所增補。

## 刑法特點

### 用刑較嚴

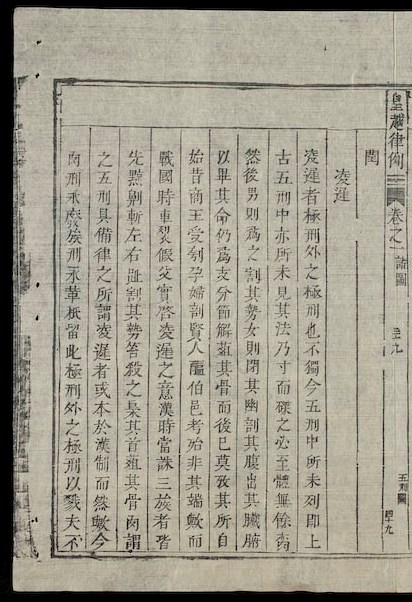
《皇越律例》中對凌遲處死執行詳情的規定

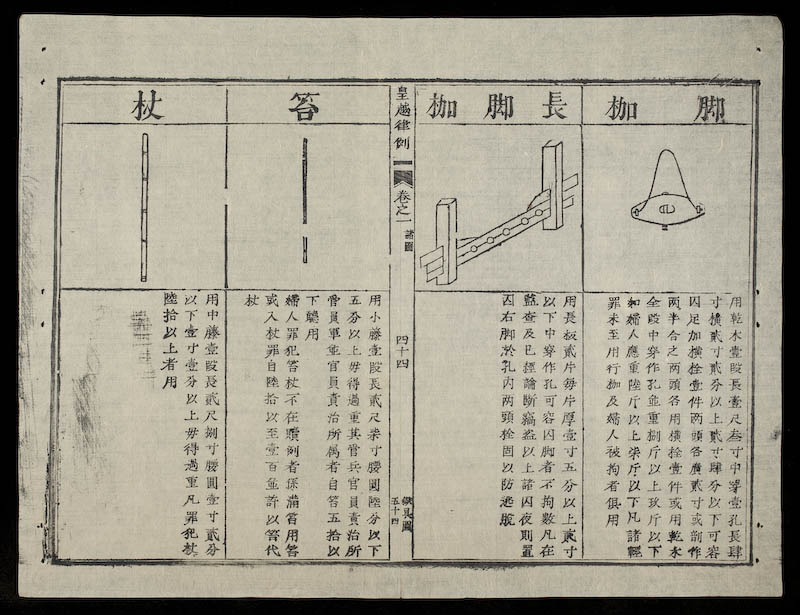
《皇越律例》中的部份刑具

律例中有絞、斬、砍、梟首示眾、凌遲等刑法。如對凌遲的施行，律例中規定將罪人逐塊肉從身上割掉，使之氣息奄奄，男犯人被割去陽具，女犯人的陰部用布遮蓋；並會剖腹、扯出腸肝，罪人斷氣身亡後，再把罪人手足砍去，使之關節脫落，骨骼粉碎，直至腐爛。除死刑外，其他的鞭笞棍打等刑，在律例中亦相當普遍。

### 施行連坐
在律例中，有規定連犯人親屬也可受刑罰。例如犯叛逆罪者，首犯及從犯被凌遲處死，罪犯的親屬，16歲以上男子處斬，16歲以下男子和婦女強迫為奴婢。

## 篇幅
《皇越律例》共22卷，每卷內容如下：
- 卷一
  - 律目　諸圖　服制　例分八字之義　律眼釋義

- 卷二
  - 名例律上

- 卷三
  - 名例律下

- 卷四
  - 吏律職制

- 卷五
  - 吏律公式

- 卷六
  - 戶律戶役　戶律田宅

- 卷七
  - 戶律婚姻

- 卷八
  - 戶律倉庫　戶律課程　戶律錢倩　戶律市廛

- 卷九
  - 禮律祭祀　禮律儀制

- 卷十
  - 兵律官衞　兵律軍政

- 卷十一
  - 兵律關津　兵律廐牧　兵律郵驛

- 卷十二
  - 刑律賊盜上　刑律賊盜中

- 卷十三
  - 刑律賊盜下

- 卷十四
  - 刑律人命

- 卷十五
  - 刑律闘毆上　刑律闘毆下

- 卷十六
  - 刑律罵詈　刑律訴訟

- 卷十七
  - 刑律受贓　刑律詐偽

- 卷十八
  - 刑律犯姦　刑律雜犯　刑律捕亡

- 卷十九
  - 刑律斷獄上

- 卷二十
  - 刑律斷獄下

- 卷二十一
  - 工律營造　工律河防

- 卷二十二
  - 比引律條

※以上各項，散見於《皇越律例》（《皇越律例》 （页面存档备份，存于））各卷。

## 評價
《皇越律例》作為越南為封建王朝的重要律書，後世歷史學者對它作了不少評論。
越南學者陳重金（即陳仲金）認為，它是阮朝政府所制定的「詳盡的法律」，是「以便於統治」，又謂「這部律書雖說根據洪德律，然其實是照抄大清律，只多少作了些修改而已」。越共學者批評它「取消了《洪德法典》關於婚姻、家庭和民律方面比較進步的規定」，其主導思想是「保衞皇帝的絕對威信，恢復和鞏固落後的封建秩序，殘酷鎮壓人民的一切反抗動和意圖。這部律例的反動和殘酷的性質，集中表現在建立一個極為殘忍的刑罰制度來擴大懲治的範圍這件事情上面」。中國學者郭振鐸、張笑梅指出它「說明阮氏為了本身的統治，不惜動用各種刑法，殘殺並報復各階層人士和人民」。